# Neue psychoaktive Substanzen

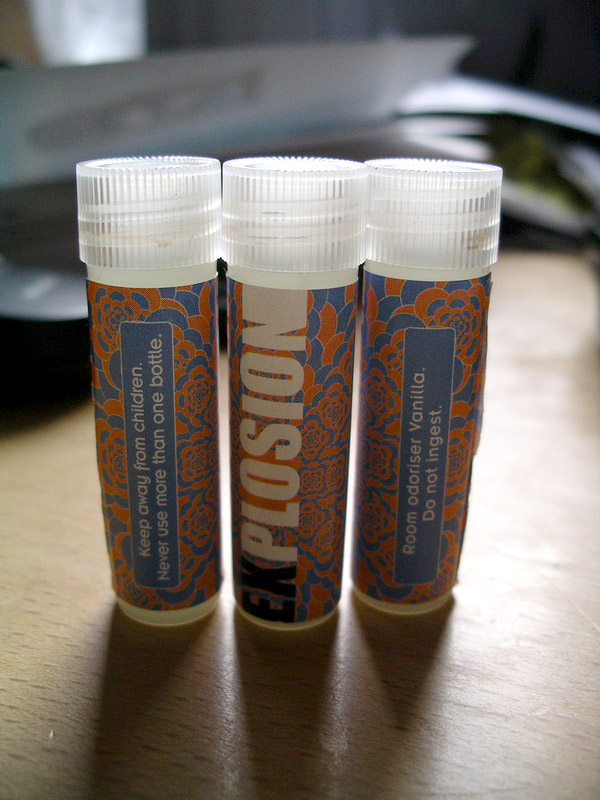
Die Designerdroge Explosion, deren Hauptbestandteil Methylon ist.

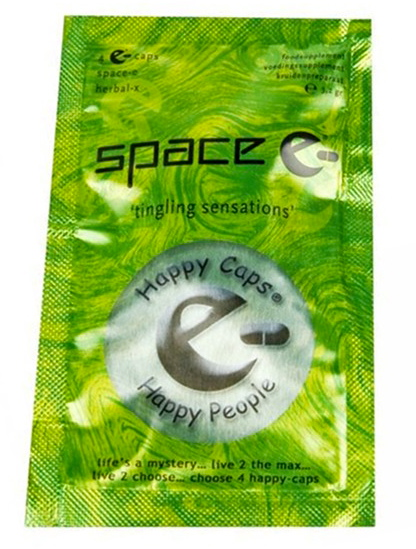
Verpackung Herbal Ecstasy

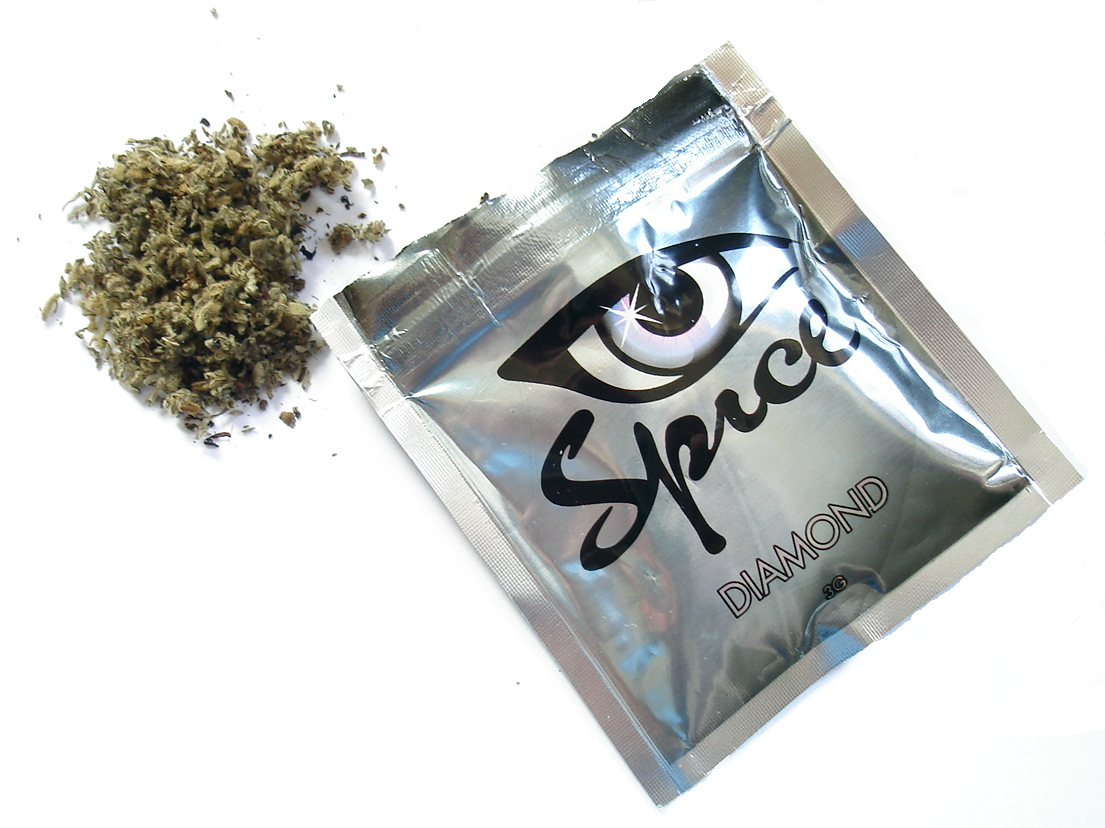
Spice, eine psychoaktive Kräutermischung, welche mit synthetischen Cannabinoiden versetzt ist.

Neue psychoaktive Substanzen (NPS), auch Designerdrogen, „Legal Highs“, „Herbal Highs“ oder „Research Chemicals“, sind psychoaktive Substanzen, die unter Decknamen wie „Forschungschemikalien“, „Lufterfrischer“/„Räuchermischungen“ oder „Badesalze“ angeboten werden, aber tatsächlich Rauschzwecken dienen. Diese Produkte werden zumeist offen im Internet, Smartshops oder Headshops angeboten, aber auch verdeckt auf Darknet-Märkten. Sie können verschiedene Formen aufweisen, bspw. Blotter, Pulver, Pillen oder Kräutermischungen. Teilweise enthalten sie Rauschmittel, Stimulanzien oder ähnliche chemische Wirkstoffe, die auf den Verpackungen nicht ausgewiesen werden.
In Deutschland bezeichnet der Gesetzgeber einen Stoff oder eine Zubereitung eines Stoffes aus den in der Anlage zum NpSG genannten Stoffgruppen (Abkömmlinge des 2-Phenethylamins, der Benzodiazepine, des N-(2-Aminocyclohexyl)amids, des Tryptamins sowie Cannabinoidmimetika) als neuen psychoaktiven Stoff.

## Entwicklung der Verfügbarkeit von NPS
Die Zahl neu entdeckter Substanzen auf dem europäischen Drogenmarkt wächst seit Jahren. Dem Frühwarnsystem der EU wurden im Jahr 2011 insgesamt 49 neue psychoaktive Substanzen gemeldet. Einige der als NPS vermarkteten Stoffe wie BZP, Mephedron oder Methylendioxypyrovaleron sowie die synthetischen, auf Cannabinoid-Rezeptoren wirkenden Alkylindol-Derivate JWH-018, JWH-019 und JWH-073 wurden mittlerweile in Deutschland dem Betäubungsmittelgesetz (BtMG) unterstellt. Es werden jedoch immer wieder neue Stoffe auf den Markt gebracht, um das Betäubungsmittelgesetz zu umgehen. Die gesundheitlichen Folgen sowie deren Wirkung sind für Konsumenten nicht absehbar. Alexis Goosdeel, Direktor der EMCDDA (Europäische Beobachtungsstelle für Drogen und Drogensucht), stellt in seinem Vorwort zum Europäischen Drogenbericht 2022 hinsichtlich neuer psychoaktiven Substanzen fest:

„Aus unserem Bericht über das Phänomen der neuen psychoaktiven Substanzen geht hervor, dass fast alles, was über ein psychoaktives Potenzial verfügt, nun auf dem Markt mit falscher Kennzeichnung angeboten werden kann, wodurch die Konsumenten dieser Substanzen über deren Zusammensetzung möglicherweise im Unklaren sind.“

## Wirkung
Der aktuelle Wissensstand zur Wirkung beruht derzeit überwiegend auf Berichten von Konsumenten. Der Konsum von NPS zielt auf eine Rauschwirkung ab. Grundsätzlich sind dabei die verschiedenen verfügbaren Stoffe zu unterscheiden. Räuchermischungen enthalten hauptsächlich synthetische Cannabinoide und sollen einen cannabisähnlichen Rauschzustand erzeugen. Darüber hinaus gibt es „Badesalze“, die hauptsächlich aus amphetaminähnlichen Stoffen bestehen und daher auch einen amphetaminähnlichen Rauschzustand auslösen. Als dritte Gruppe ist das Herbal Ecstasy erhältlich, das zum Teil aus Holzrosensamen, aber auch aus anderen, synthetischen, Bestandteilen besteht. Alle diese verschiedenen Substanzen sollen einen entweder beruhigenden, angenehmen Rauschzustand herbeiführen oder aber stark belebend bis halluzinogen wirken.

## Gefahren
Bei den meisten Substanzen handelt es sich um zufällige Entwicklungen; siehe auch Leitstruktur (Pharmakologie) und Wirkstoffdesign. Es sind weder die genaue Wirkweise noch eventuelle Kurz- und Langzeitfolgen in irgendeiner Weise ausreichend dokumentiert. Auch ist der Reinheitsgrad der chemischen Wirkbestandteile nicht sichergestellt, sodass teilweise giftige Verunreinigungen und Prozesszwischenstufen der Herstellung enthalten sein können.
Bei einer Online-Befragung zum Thema NPS des Centre for Drug Research der Goethe-Universität Frankfurt im Jahr 2011 berichteten Konsumenten über Nebenwirkungen wie Angstzustände, Kopfschmerzen, Übelkeit, Herzrasen, Kreislaufprobleme, Kreislaufversagen und Ohnmacht sowie über Vergiftungen, Wahnvorstellungen und Psychosen. Nach dem (Misch-)Konsum von NPS starben in den vergangenen Jahren nachweislich bereits mehrere Menschen.
Es sind Fallberichte bekannt, nach denen es nach dem Konsum von synthetischen Cathinonen (Badesalz-Drogen) zu schwersten psychotischen Angst- und Verwirrtheitszuständen mit unmittelbarer Selbstgefährdung und Gefährdung der Umwelt sowie lebensbedrohlichen Organschäden (Rhabdomyolyse mit akutem Nierenversagen) gekommen ist. Über einen Vorfall von 2016 berichtete das NEJM ausführlich unter dem Titel Zombie Outbreak in New York. Dabei wurden 33 Personen in hilflosem Zustand angetroffen, die durch verlangsamte, roboterhafte Bewegungen (zombiehaft) und unverständliche Lautäußerungen auffielen. 18 von ihnen wurden hospitalisiert und im Nachgang konnte durch Analyse erstmals die Beteiligung eines Δ9-Tetrahydrocannabinol-Abkömmlings als Auslöser nachgewiesen werden. Die gefundene Substanz, AMB-FUBINACA ist ein synthetisches Cannabinoid, das zuvor von Pfizer zur Erforschung von Analgetika und dem Cannabinoid-Rezeptor System entwickelt und patentiert wurde. Diese NPS wird illegal unter dem Namen AK47-Gold in Umlauf gebracht und weist eine 50-fach höhere Wirkstärke als THC auf.
Von 2012 bis 2014 wurden in Japan 214 Zusammenstöße im motorisierten Straßenverkehr auf den Konsum illegaler Drogen zurückgeführt. In 93 von 96 näher untersuchten Fällen waren die beteiligten Substanzen vermutlich synthetische Cannabinoide (SC). Nach einer entsprechenden Verschärfung der Gesetze gingen die Fallzahlen seit 2015 zurück.

### Todesfälle
In Deutschland stieg die Zahl der erfassten Todesfälle, verursacht durch NPS, von 39 im Jahr 2015 auf 76 im Jahr 2016. Bei Berücksichtigung auch der 2016 erstmals erfassten Todesfälle durch synthetische Opioide (u. a. Fentanylderivate) war 2016 die Gesamtzahl 98. Der Anstieg der Todesfälle von 2015 nach 2016 war somit bei NPS noch erheblich höher als der bereits vielbeachtete Anstieg um 9 % bei illegalen Drogen insgesamt.

### Dosis
Bei der Verwendung von NPS ist es für den Konsumenten oftmals schwierig, die eigene Reaktion auf die Substanzen durch eine anfangs geringe Dosierung genügend abzuschätzen, da einige Substanzen ein starkes Bedürfnis zur Dosissteigerung hervorrufen können. Dies erhöht die Gefahr einer Überdosierung, die zu lebensgefährlichen Zuständen bis hin zum Tod führen kann.

## Analytik
Zur zuverlässigen qualitativen und quantitativen Bestimmung der verschiedenen Inhaltsstoffe der NPS werden die Methoden der Chromatographie in Kopplung mit der Massenspektrometrie eingesetzt. Die stets nötige Probenvorbereitung richtet sich nach dem Untersuchungsmaterial. Untersuchungsergebnisse aus dem Institut für Rechtsmedizin des Universitätsklinikums in Bonn wurden 2013 veröffentlicht.

## Rechtslage

### Deutschland

#### Stand seit 2016
Am 26. November 2016 ist das Neue-psychoaktive-Stoffe-Gesetz (NpSG) in Kraft getreten, um eine bis dahin bestehende Gesetzeslücke zu schließen. Laut § 2 des NpSG ist im Sinne dieses Gesetzes ein neuer psychoaktiver Stoff „ein Stoff oder eine Zubereitung eines Stoffes aus einer der in der Anlage genannten Stoffgruppen“. In Ergänzung enthält das NpSG zum einzelstofflichen Ansatz des Betäubungsmittelgesetzes eine Stoffgruppenregelung, um NPS rechtlich effektiver begegnen zu können. Das NpSG verbietet, mit einem neuen psychoaktiven Stoff Handel zu treiben, ihn in den Verkehr zu bringen, ihn herzustellen, ihn zu verlagern, ihn zu erwerben, ihn zu besitzen oder ihn einem anderen zu verabreichen (§ 3 Abs. 1 NpSG). Vom Verbot ausgenommen sind unter anderem „nach dem jeweiligen Stand von Wissenschaft und Technik anerkannte Verwendungen eines neuen psychoaktiven Stoffes zu gewerblichen, industriellen oder wissenschaftlichen Zwecken“ (§ 3 Abs. 2 NpSG). Nach § 4 Abs. 1 NpSG ist der Handel, das Inverkehrbringen und das Verabreichen von neuen psychoaktiven Substanzen unter Strafe gestellt. Besitz oder Erwerb von NPS werden nach § 4 NpSG zwar nicht strafrechtlich verfolgt, sind jedoch nach § 3 NpSG verboten und unterliegen, unabhängig von einem Strafverfahren, der verwaltungsrechtlichen Sicherstellung und Vernichtung nach den §§ 47 bis 50 des Bundespolizeigesetzes und den Vorschriften der Polizeigesetze der Länder.
Die sieben Gruppen psychoaktiver Substanzen, die dem Verbot unterliegen, sind in der Anlage des Gesetzes aufgeführt:
- Von 2-Phenylethylamin abgeleitete Verbindungen: mit Amphetamin verwandte Stoffe, einschließlich Cathinone
- Cannabinoidmimetika (synthetische Cannabinoide): Stoffe, die wie natürlich vorkommende Cannabinoide ihre psychoaktive Wirkung im Endocannabinoid-System entfalten, aber nicht in Cannabis vorkommen.
- Benzodiazepine: 1,4- und 1,5-Benzodiazepine und ihre Triazolo- und Imidazolo-Derivate sowie einige speziell substituierte, von Loprazolam, Ketazolam, Oxazolam und Chlordiazepoxid abgeleitete, Untergruppen: Sie alle entfalten durch ihre Bindung an GABA-Rezeptoren psychotrope Wirkungen. Nicht aufgenommen wurden 2,3-Benzodiazepine, da bei ihnen ein anderer Wirkungsmechanismus vorliegt und nicht mit einem ausgeprägten Suchtpotenzial zu rechnen ist.
- Von N-(2-Aminocyclohexyl)amid abgeleitete Verbindungen: Diese wirken als volle Agonisten vor allem an Opioidrezeptoren vom Typ μ. Die Wirkungen und Nebenwirkungen sind mit denen von Morphin vergleichbar. Sie werden missbräuchlich als „Ersatz“ oder „Ergänzung“ für die klassischen Opiate Morphin und Heroin verwendet.
- Von „Tryptamin abgeleitete Verbindungen“: Substanzen, die sich chemisch den Indol-3-alkylaminen (wie z. B. mit Psilocybe-Alkaloiden verwandte Stoffe) oder den Δ9,10-Ergolenen (wie z. B. LSD-Analoga) zuordnen lassen. Sie wirken primär psychedelisch beziehungsweise halluzinogen und können nicht nur zu einer Selbst-, sondern auch zur Fremdgefährdung führen,[26][27][28] wenn es im Rauschverlauf aufgrund halluzinogener Zustände zu nicht kontrollierbaren Handlungen kommt.

- Von „Arylcyclohexylamin abgeleitete Verbindungen“ umfasst Stoffe, die zu den Dissoziativa zählen und halluzinogen und analgetisch wirken, indem sie unter anderem an NMDA-Rezeptoren und μ-Opioidrezeptoren angreifen. Ein typischer Vertreter ist das bereits betäubungsmittelrechtlich geregelte Phencyclidin (PCP, „Angel Dust“). Auch Ketamin ist durch diese Gruppe erfasst.[29]
- Von „Benzimidazol abgeleitete Verbindungen“ (Nitazene) sind synthetische Opioide, deren analgetische Potenz die von Morphin übertrifft oder ihr gleichzusetzen ist, weshalb sie eine hohe Missbrauchsattraktivität aufweisen.[29]

Phenethylamin als Leitstruktur der Gruppe 1
Natürliches THC als Vorbild für synthetische Cannabinoide
1,4-Benzodiazepin-Grundgerüst
AH-7921 als Beispiel für eine N-(2-Aminocyclohexyl)amid-Verbindung
Allgemeines Grundgerüst der Indol-3-alkylamine
Eine Δ9,10-Ergolen-Struktur ist charakteristisch für LSD und dessen Abkömmlinge
Phencyclidin enthält eine Arylcyclohexylamin-Struktur
Grundstruktur der Benzimidazol-Opioide

Für Aufsehen sorgte im Februar 2023 ein Bericht im Rechtsjournal Legal Tribune Online (LTO) über einen Interpunktionsfehler im Gesetzestext des NpSG, der bei der letzten Gesetzesänderung im Oktober 2022 entstand. Ein Jurist, eine Chemikerin und ein Materialwissenschaftler, die den Fehler aufdeckten, sind der Auffassung, dass dadurch – und zwar rückwirkend – nicht nur eine Reihe von LSD-Derivaten nicht erfasst, sondern zudem etliche bereits verbotene Substanzen wieder legalisiert worden seien. Der Fehler sei auch nicht leicht zu beheben, da es für die erneute Änderung die Zustimmung des Bundesrates einzuholen sei, erklärte LTO. Am Folgetag informierte das Redaktionsnetzwerk Deutschland (RND) darüber, dass das Bundesgesundheitsministerium (BMG) den Sachverhalt anders sehe. Es habe eingeräumt, dass es eine falsche Interpunktion in der Verordnung gegeben habe – jedoch habe der redaktionelle Fehler keine Auswirkungen auf die geltende Rechtslage. Der Verkauf von LSD-Derivaten wie 1V‑LSD bliebe weiterhin verboten. Art. 1 der Vierten Verordnung zur Änderung der Anlage des Neue-psychoaktive-Stoffe-Gesetzes korrigierte den Interpunktionsfehler zu „Alkylcarbonyl- (bis C10), Cycloalkylcarbonyl- (Ringgröße C3 bis C6)“.

#### Stand von 2014 bis 2016
Zwei Jahre vor dem NpSG von 2016 hatte der Europäische Gerichtshof 2014 mit einem Urteil den Bundesgerichtshof bestätigt, wonach NPS, darunter auch ausdrücklich als legaler Ersatz für Cannabis vertriebene, nicht unter den Arzneimittelbegriff fielen. Der Europäische Gerichtshof erkannte abschließend in seinem Urteil: 

„Art. 1 Nr. 2 Buchst. b der Richtlinie 2001/83/EG des Europäischen Parlaments und des Rates vom 6. November 2001 zur Schaffung eines Gemeinschaftskodexes für Humanarzneimittel in der durch die Richtlinie 2004/27/EG des Europäischen Parlaments und des Rates vom 31. März 2004 geänderten Fassung ist dahin auszulegen, dass davon Stoffe wie die in den Ausgangsverfahren in Rede stehenden nicht erfasst werden, deren Wirkungen sich auf eine schlichte Beeinflussung der physiologischen Funktionen beschränken, ohne dass sie geeignet wären, der menschlichen Gesundheit unmittelbar oder mittelbar zuträglich zu sein, die nur konsumiert werden, um einen Rauschzustand hervorzurufen, und die dabei gesundheitsschädlich sind.“

Das NpS-Gesetz berücksichtigte diese Auffassung des Europäischen Gerichtshofs. Das NpSG ist nicht auf Arzneimittel anzuwenden.

### Österreich
Das „Neue-Psychoaktive-Substanzen-Gesetz“ (NPSG) sieht in Österreich ab dem 1. Februar 2012 Freiheitsstrafen für Händler von einem bis zu zehn Jahren vor. Wer eine neue psychoaktive Substanz mit dem Vorsatz erzeugt, einführt, ausführt oder einem anderen überlässt oder verschafft, dass sie von dem anderen oder einem Dritten zur Erreichung einer psychoaktiven Wirkung im menschlichen Körper angewendet wird, wird mit Freiheitsstrafe bis zu zwei Jahren bestraft.
Im Unterschied zum Suchtmittelgesetz besteht der Strafbestand in solchen Fällen rein auf der Angebotsseite. Die Käufer werden nicht kriminalisiert. Trotzdem ist die Exekutive berechtigt, psychoaktive Substanzen zu beschlagnahmen, sofern der Konsument nicht glaubhaft vermitteln kann, dass er die Produkte nicht zur Bewusstseinsveränderung konsumiert. Ein Strafbestand besteht dabei allerdings trotzdem nicht.

### Schweiz
Die Schweiz hat am 1. Dezember 2011 erstmals 52 Substanzen und 7 Derivate aus dem Bereich der NPS bzw. Designerdrogen dem Betäubungsmittelgesetz unterstellt. Das Eidgenössische Departement des Innern untersagte ein Jahr später am 1. Dezember 2012 mittels Änderung der Betäubungsmittelverzeichnisverordnung weitere 46 Substanzen. Die Anwendung, die Herstellung und der Handel unterliegen seitdem dem Betäubungsmittelgesetz.

### Reformbestrebungen
Im Interesse einer einheitlichen, hinreichend bestimmten und verhältnismäßigen Strafgesetzgebung hat die Europäische Union unter anderem ein Risikobewertungsverfahren für neue psychoaktive Substanzen entwickelt, welches eine vergleichbare und hinreichend zeitnahe Bewertung neuer psychoaktiver Substanzen in den Mitgliedsstaaten sicherstellen soll.